# Absu (Band)
Absu war eine US-amerikanische Metal-Band aus Plano in Texas. Ihren Stil definierte die Band als „Mythological Occult Metal“.

## Geschichte
Absu wurde 1989 unter dem Namen Dolmen von Mike „Shaftiel“ Kelly und Ray „Lord Equitant Alastor“ Heflin gegründet und veröffentlichte noch im selben Jahr das Demo On the Eve of War. 1991 benannte sich die Band zunächst in Azatoth und wenig später in Absu um. Unter diesem Namen, der von Equitant kam, veröffentlichte die Band im selben Jahr die drei Demos Return of the Ancients, Immortal Sorcery und The Temples of Offal. 1992 folgte Infinite and Profane Thrones und Absu konnten einen Plattenvertrag bei Gothic Records abschließen. Die erste offizielle Veröffentlichung der Band war die EP Temples of Offal, die sich bereits rund 2.000 Mal verkaufte. Die frühe Bandgeschichte bis 1992 war von verschiedenen Besetzungswechseln geprägt, bis Russ R. Givens von Magus als Schlagzeuger und Sänger verpflichtet werden konnte, der fortan das Pseudonym „Emperor Proscriptor Magikus“ beziehungsweise „Sir Proscriptor McGovern“ führte.
Im selben Jahr riefen Equitant, Proscriptor und Shaftiel das experimentelle Metal-/Dark-Ambient-/Ritual-Industrial-Projekt Equimanthorn ins Leben, bei dem auch Mitglieder anderer Bands wie Zemial und Melechesh mitwirken. Unter diesem Namen wurden bisher insgesamt vier Alben veröffentlicht, aktuell ist nur noch Ray Heflin als Sänger und Keyboarder bei dem Projekt aktiv.
1993 wurde das Debütalbum Barathrum : V.I.T.R.I.O.L. (Visita interiora terrae, rectificando invenies occultum lapidem) veröffentlicht, ebenfalls über Gothic Records. Die im selben Jahr aufgenommene Promo verschaffte der Band einen Vertrag beim französischen Independent-Label Osmose Productions, sodass 1995 das zweite Album veröffentlicht werden konnte. Es folgte im Frühjahr 1995 die Sex, Cyber & Rock'n Roll European Tour mit den ebenfalls bei Osmose unter Vertrag stehenden Impaled Nazarene und Sadistik Exekution. Als Sessionbassist wurde für die Tour Chris „Mezzadurus“ Gamble von Bloodstorm engagiert. Im Sommer desselben Jahres folgte die The-Third-Storm-of-Cythraul-Tour durch Nordamerika mit Enslaved.
Ende 1998 begannen Absu mit dem Songwriting für ihr drittes Studioalbum. Daneben wurde Proscriptor im Herbst 1999 Session-Schlagzeuger bei Melechesh, wofür er nach Amsterdam reisen musste, und Judas Iscariot. Ebenfalls 1999 wurde das Video In the Visions of Ioldanach produziert, das allerdings nach Problemen mit dem Hersteller erst 2000 veröffentlicht werden konnte. Im selben Jahr erschien auf Blood, Fire, Death Productions, dem Label von Krieg-Gründer Imperial, die EP Hallstattian Swords, die allen keltischen Kriegern gewidmet ist, die für ihren heidnischen Glauben und gegen das Römische Reich kämpften. Ende 2000 folgte eine Europa-Tour mit Morbid Angel, 2001 wurde Tara veröffentlicht.
Auf Grund privater Probleme verließ Proscriptor 2001 kurzfristig die Band; als er zurückkehrte, war Equitant ebenfalls ausgestiegen. Zwar hatte die Band mittlerweile mit dem Schreiben von Songs für das nächste Album begonnen, aber die Motivation der verbliebenen Bandmitglieder erreichte ihren Tiefpunkt, als Proscriptor sich im Sommer 2002 bei einem Unfall das linke Handgelenk brach. Zwar lernte er in der Folgezeit, sein Schlagzeugspiel umzustellen, und nahm bereits Ende 2002/Anfang 2003 mit Melechesh in Europa deren Album Sphynx auf, aber als er im Januar 2003 anlässlich der Geburt seines Kindes in die USA zurückkehrte, hatte auch Shaftiel die Band verlassen. Proscriptor beschloss daher, Absu bis auf Weiteres ruhen zu lassen.
In den folgenden vier Jahren spielte Proscriptor in verschiedenen Metal-Bands und kümmerte sich um sein 2003 gegründetes Independent-Label Tarot Productions. Anfang 2007 beschloss er, Absu neu zu formieren. Die beiden Bandgründer Shaftiel und Equitant hatten jedoch kein Interesse mehr an der Band, sodass die neue Besetzung in den Jahren 2007 und 2008 durch verschiedene Musiker befreundeter Bands vervollständigt wurde. Rasch fand die Band mit Candlelight Records eine neue Plattenfirma. Zwar bezeichnete Proscriptor die Zusammenarbeit mit Osmose als sehr gut, bemängelte aber die unzureichende Präsenz des Labels in den USA. Im Februar 2009 wurde das fünfte Studioalbum mit dem Titel Absu veröffentlicht, auf dem sich die Band wieder sumerischer Mythologie zuwandte, nachdem sie sich ab The Third Storm of Cythraul der keltischen Mythologie gewidmet hatte. Es handelt sich dabei um den ersten Teil einer Alben-Trilogie. Im Herbst 2009 folgte eine Europa-Tournee mit Razor of Occam. Gitarrist Shandy „Aethyris“ McKay verließ Absu 2010 und wechselte zu Pantheon I. Im Sommer 2011 spielte die Gruppe beim Party.San-Open-Air. Mit Abzu erschien im Herbst 2011 der zweite Teil der Absu-Trilogie. Im November 2011 erschien eine auf 250 Exemplare limitierte Split-EP mit Infernal Stronghold, die auf der gemeinsamen Tournee beider Bands erhältlich war. 2012 veröffentlichte Absu die Single Hall of the Masters als Download. Das dazu gedrehte Musikvideo ist das zweite in der Bandgeschichte nach Manannán (1999, veröffentlicht auf der VHS-Kassette In the Visions of Ioldánach).
Im Oktober 2018 outete sich Vis Crom als transsexuell. Sie verband ihr Outing mit einem Aufruf an „alle wahren Heavy-Metal-Brüder und -Schwestern“, bei den darauffolgenden Midterm-Wahlen 2018 gegen den „republikanischen Abschaum“ zu wählen. Die Regierung unter Präsident Donald Trump hatte zuvor Pläne bekanntgegeben, dass bei der Bestimmung und Festlegung der Geschlechtsidentität einer Person allein das Geschlecht bei der Geburt relevant sein solle. Sie bezeichnete diese Pläne als eine „buchstäbliche Inquisition gegen Transmenschen“. In einem weiteren Statement äußerte sie zu ihrem Outing, dass sie darüber ihre Band verloren habe und nach ihrem Outing Transphobie von ihren Bandmitglieder erleben musste. Die Trennung der Band sei allein durch ihr Outing verursacht.

## Musikstil und Ausrichtung
Die Musik von Absu orientierte sich nicht am typisch epischen und bassarmen Stil nordeuropäischer Black-Metal-Bands, sondern beinhaltet Elemente des Death Metal, des Thrash Metal und des Progressive Rock. Einflüsse waren Kreator, Kiss, King Crimson, King Diamond und die Magie beziehungsweise Magick. Die schweren Death-Metal-Riffs und tiefen Growls auf The Temples of Offal und Barathrum : V.I.T.R.I.O.L. wurden im Petrified mit dem damaligen Stil von Impaled Nazarene verglichen, die Riffs auf dem Album Tara oftmals mit denen von Slayer Götz Kühnemund vom Rock-Hard-Magazin nannte in seiner Besprechung des Albums Absu die amerikanische Death-Metal-Band Morbid Angel als Referenz für den Stil der Band.
Die Band bezeichnete ihren Stil selber als „mythological occult metal“; Emperor Proscriptor Magikus betonte, dass die Texte nicht von typischen Death- oder Black-Metal-Themen wie dem Sterben, Gore oder Satan handeln. Equitant erklärte in einem Equimanthorn-Interview, keine Götter oder ähnlichen Wesen zu verehren, nur sich selbst, die Erde und den Mond. Gegenüber dem antichristlichen Auftreten und der Musik der norwegischen Black-Metal-Szene zeigte die Band Akzeptanz, bezeichnete aber deren Kampfansagen an Bands wie Beherit und Impaled Nazarene als „kindische Scheiße“. Die Texte wurden der Magie/Magick, Hexerei aus der Zeit vom 13. bis zum 19. Jahrhundert und im mythologischen Kontext, Tasseomantie, Tarot, Mythologie und Gnostizismus und der sumerischen Mythologie entlehnt. Als weitere konzeptionelle Einflüsse nannte die Band das Necronomicon und die dort erwähnten „Großen Alten“. Bei den Veröffentlichungen The Third Storm of Cythraul (1997), In the Eyes of Ioldánach (EP, 1998) und Tara (2001) handelt es sich um eine Trilogie, welche dem Hörer die keltische Mythologie nahebringen solle. So enthielt die Erstauflage von Tara ein rund 40-seitiges Beiheft mit einem Lexikon, das die von der Band in ihren Texten verwendeten okkulten Begriffe und Eigennamen erklären sollte. Die Band identifizierte Absu sowohl als die sumerische Gottheit und göttliche Personifizierung des sich unter der Erde befindlichen Süßwasserozeans Abzu, nach der sie sich benannte, als auch dem Abgrund Cythraul aus der keltischen Mythologie. Beide Namen verbindend bezeichnete die Band sich auch als „Cythrául Klan of Absu“. Die Band war an Thelema interessiert und stand dem Typhonian Order des Engländers Kenneth Grant nahe. Von Mitgliedschaft könne allerdings keine Rede gewesen sein, da der Typhonian Order „ausdrücklich keine Struktur aufweist“. Beispiele für den Thelema-Bezug sind das unikursale Hexagramm auf dem Cover von The Sun of Tiphareth und dem Label der Tara-CD und Zitate aus Aleister Crowleys The Book of Thoth im Lied Fantasizing to the Third of the Pagan Vision (Quoth the Sky, Nevermore Act II) vom Debütalbum und dem Tara-Beiheft.
Trotz seiner zeitweiligen Beteiligung an der umstrittenen Band Judas Iscariot verneinte Proscriptor die Frage, „ob es jemals Berührungen mit Nazis im (Black) Metal“ gegeben habe, distanzierte sich im Namen der Band von rechten Tendenzen im Black Metal und äußerte sein Desinteresse an Politik.

## Diskografie

### Alben
- Barathrum : V.I.T.R.I.O.L. Gothic Records (1993)
- The Sun of Tiphareth, Osmose Productions (1995)
- The Third Storm of Cythraul, Osmose Productions (1997)
- Tara, Osmose Productions (2001)
- Mythological Occult Metal: 1991–2001, Best-of, Osmose Productions (2005)
- Absu, Candlelight Records (2009)
- Abzu, Candlelight Records (2011)

### Singles und EPs
- The Temples of Offal, Gothic Records (1992)
- ...And Shineth unto the Cold Cometh, Osmose Productions (1995)
- In the Eyes of Ioldánach, Osmose Productions (1998)
- Hallstattian Swords, Blood, Fire, Death Productions (2000)
- L’attaque du tyran: Toulouse, le 28 avril 1997, Agonia Records (2007)
- Hall of the Masters, Download-Single, Williams Street Records (2012)

### Splits
- The Gold Torques of Uláid mit Demonical, Temple of Darkness Records (2007)
- Speed n’ Spikes Vol. II mit Rumpelstiltskin Grinder, Relapse Records (2008)
- mit Infernal Stronghold, Eigenverlag (2011)

### Samplerbeiträge
- Fantasizing to the Third of the Pagan Vision (Quoth the Sky, Nevermore) auf Morbid Tunes of the Black Angels – Part I, The Way of Force (1994)
- Never Blow Out the Eastern Candle auf World Domination I, Osmose Productions (1995)
- Of Celtic Fire, We Are Born / Terminus auf World Domination II, Osmose Productions (1997)
- Transylvania auf A Call to Irons: A Tribute to Iron Maiden, Dwell Records (1998)
- The Gold Torques of Ulaid auf Gummo (Soundtrack), Domino (1998)
- Deathcrush auf Originators of the Northern Darkness – A Tribute to Mayhem, Avantgarde Music (2001)
- The Gold Torques of Uláid / Akhera Goiti Akhera Beiti auf The Dark Psyche, The End Records (2006)

### Musikvideos
- In the Visions of Ioldánach, Osmose Productions (1999)
- Hall of the Masters (2012)